# Duvet (literie)
Pour les articles homonymes, voir duvet.
Un duvet est une couette fine garni de duvet (plumes) ou, par abus de langage, de fibres synthétiques. Le duvet est par sa définition antérieur à la couette ,. En Suisse romande, à propos de « duvet » l'on peut parler d'helvétisme.